# 콘스탄티노폴리스 공방전 (1422년)
1421년 메흐메드 1세가 사망한 후 비잔티움 제국의 황제 마누일 2세가 오스만 제국 술탄의 계승을 방해하려는 시도의 결과로 1422년 콘스탄티노폴리스에 대한 본격적인 첫 번째 공성전이 일어났다. 비잔티움 제국의 이 정책은 종종 이웃 국가를 약화시키는데 성공적으로 사용되었다.
무라드 2세가 승리한 아버지의 후계자로 떠오르자 비잔티움 제국 영토로 진군했다. 튀르크군은 1422년 짧지만 넓은 대포였던 '팔코네트'의 포위를 위해 처음으로 대포를 획득했다. 양측은 기술적으로 균등하게 일치했으며 튀르크인은 포탄을 받기 위해 바리케이드를 만들어야 했다.

## 공방전
1425년에 편찬된 짧은 비잔티움 제국의 연대기에 따르면 "6월 10일 수요일, 정오가 지나고 4시간 뒤, 베이 미할오올루 메흐메트는 콘스탄티노폴리스를 침공했다"고 쓰여져있었고, 도시 포위작전이 시작되었다.
침공을 목격한 사학자 존 카나누스는 6월 20일 무라트 2세가 공방전의 필요한 무기들을 가지고 도착하기 전, 미할오올루 메흐메드 휘하의 선봉대가 도시 교외를 황폐화시켰으며, 본격적인 공방전이 시작되었다고 묘사하고 있다.
무라트 2세는 아나톨리아에서 동생 큐축 무스타파의 반란으로 어쩔 수 없이 포위망을 해제했다. 이것은 오스만 권력의 부활을 우려한 아나톨리아의 베이국들 중 게르미얀 베이국과 카라만 베이국의 남성들의 지지를 받았다. 사학자였던 두카스의 말에 따르면 비잔티움 제국 황제가 돈을 지원한 것으로 보인다. 큐축 무스타파는 이리하여 군대를 모을 수 있었고, 8월 말이나 9월 초에는 오스만 제국의 수도 부르사를 포위했다.
당대 비잔티움 제국 전통은 콘스탄티노폴리스를 성공적으로 방어한 것을 테오토코스의 기적적인 중재으로 표현했다.

## 여파
비잔티움 제국의 승리에도 불구하고, 이 때의 제국은 사실 콘스탄티노폴리스 그 자체 외에 몇 개의 단절된 영토로 축소되어 있었다. 또한 심각한 경제 문제에 직면하고 있었고 병사가 심각하게 부족했다. 교황 비오 2세는 원조 수단으로 유럽의 군주들이 값싼 대포를 기증하는 것을 장려했다. 1422년의 공방전 이후의 모든 새로운 대포는 유럽 국가들로부터 받은 선물이었고, 이러한 것 외에 비잔티움 제국의 무기에 대한 다른 진보는 없었다. 이 때문에, 다음 오스만 제국의 지도자 메흐메드 2세는 1453년에 콘스탄티노폴리스의 함락을 성공하였다.

## 전통
비잔티움 제국은 포위망을 해제한 것은 도시 성벽에 있는 테오토코스의 유령 덕분이라고 하였고, 이것은 방어를 하는 병사들에게 큰 영감을 주었다. 존 카나누스는 다음과 같이 기록하고 있다.
| “ | 로마인들은 비록 피로로 지쳐 있었지만, 도약했고 기뻤다. 그들은 가장 거룩한 성모님께 찬송을 외치며 "이것은 사실 존경할 만한 풍부하고, 유명하며, 기억에 남고, 특별하고, 주목할 만한 기적이다"라고 마음 깊은 곳에서 그녀를 찬양했다." | ” |

또한 튀르크군은 자줏빛 예복을 입은 여성이 도시의 외곽 성벽을 걷는 모습까지 직접 보았다고 언급하고 있다.

## 참조
- Imber, Colin (1990). 《The Ottoman Empire: 1300-1481》. Isis. ISBN 978-975-428-015-9.